# 優勝レイ
優勝レイ（ゆうしょうレイ）とは、競馬で重賞競走などに優勝した競走馬の首に掛けられる飾りである。アメリカ合衆国ではブランケット（馬着）と呼ばれる。
特に有名なものには、アメリカのケンタッキーダービー優勝馬に贈られるバラで飾られたブランケットがある。これは1901年の優勝馬ヒズエミネンスの首に掛けられて以来伝統として続いているもので、同競走には「バラを競うレース（Run for the Roses）」という異称がある。花屋を営んでいたウォーカー家のデザインになり、キングズリー・ウォーカーとベッティ・ウォーカー・コフェージ母子が長年製作も行っていたが、後に大手スーパーマーケットチェーン・クローガーが公式スポンサーとして製作するようになった。競走前日の製作は一般公開され、当日には警察の護衛を伴い競馬場まで運ばれる。アメリカにおいてはケンタッキーダービーと共にクラシック三冠を形成するプリークネスステークスとベルモントステークス、秋の祭典ブリーダーズカップなどで、いずれも花飾りのブランケットが贈られている。
日本では1934年に大障碍特別（後の中山大障害）初代優勝馬キンテンに贈られたことに始まる。同競走を主催した中山競馬倶楽部で馬場造園を担当していた河崎健三が、ハワイで歓迎の印として掛けられる花のレイに想を得て製作したもので、河崎が栽培した花を手ずから半円形にとったものだった。以後しばし河崎手製のレイが贈られていたが、掛けやすさや保存を希望する馬主に配慮し、帯状の布に造花やリボンを飾ったものに変化した。全国の競馬倶楽部が統合されたのち第二次大戦を経ると花などの装飾は廃されてゆき、布地に競走名が刺繍されたものが定着した。一例として最高級競走である東京優駿（日本ダービー）では、1955年まで花飾り型のレイが使用され、1956年より刺繍のものに切り替わっている。

## 画像

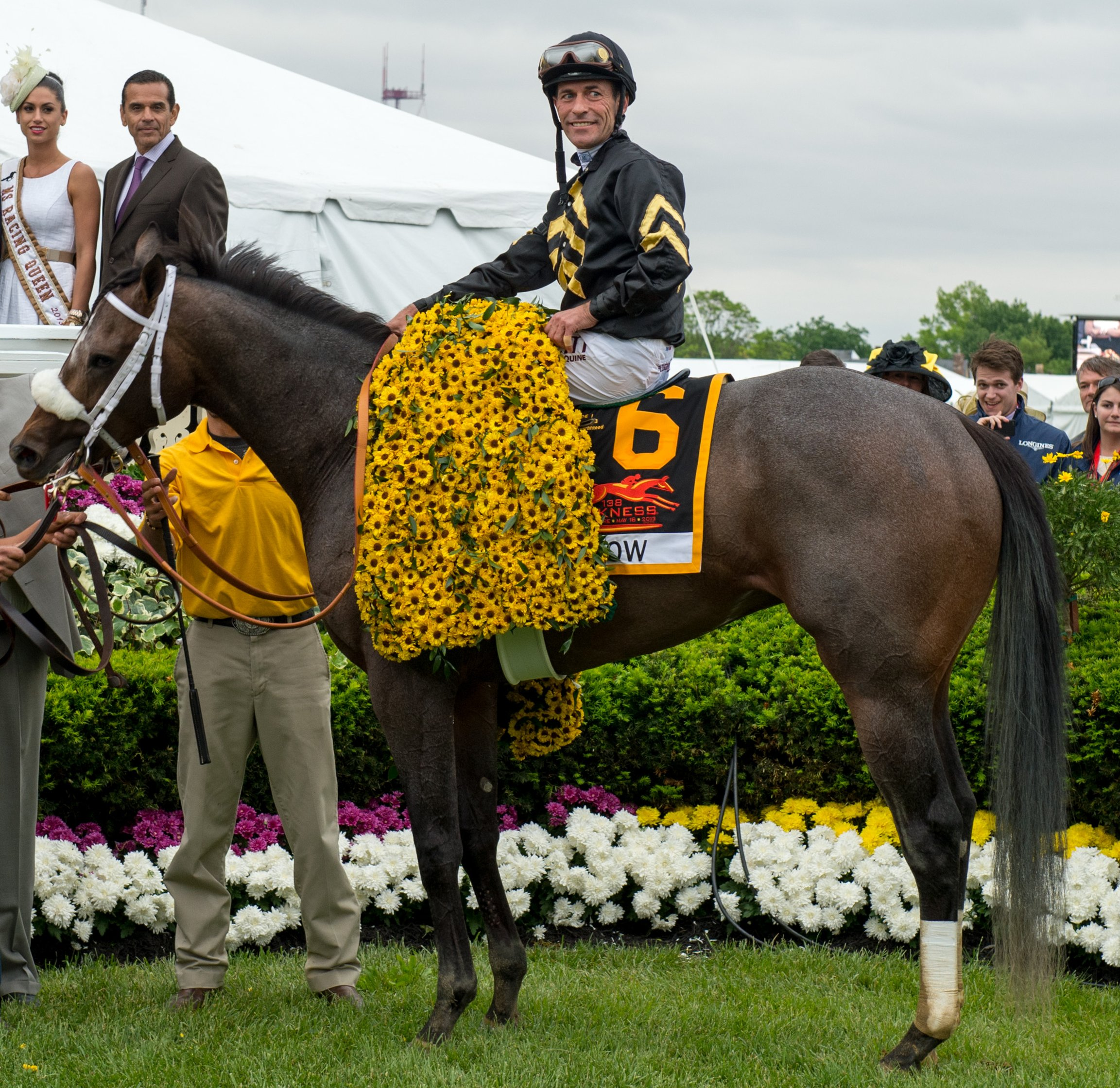
花で飾られたブランケット[注 1]（プリークネスステークス）
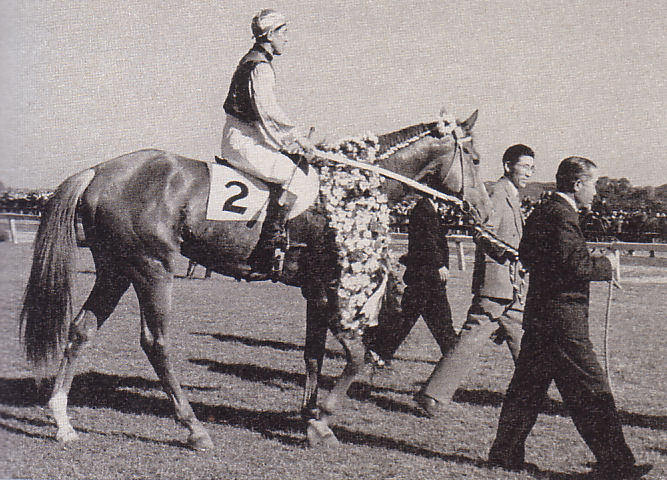
日本における花飾り型のレイ（東京優駿）
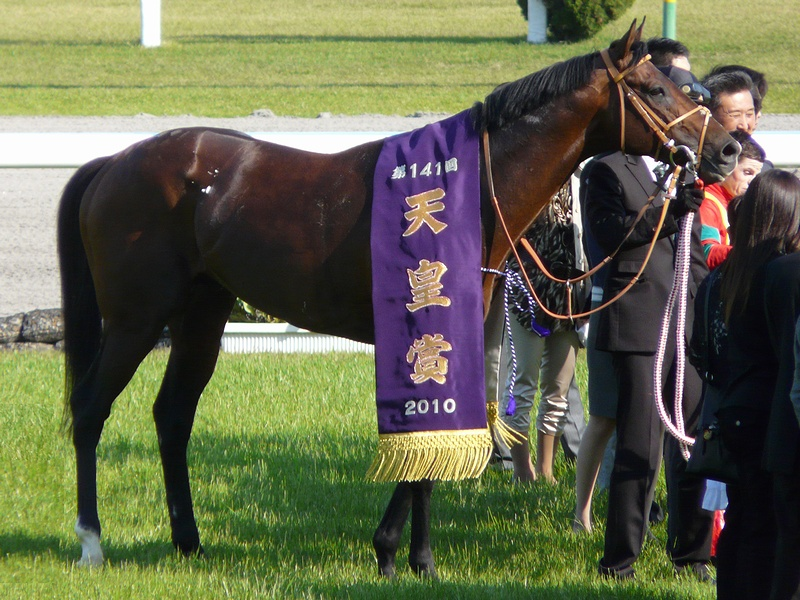
布地に刺繍が施されたレイ（天皇賞・春）
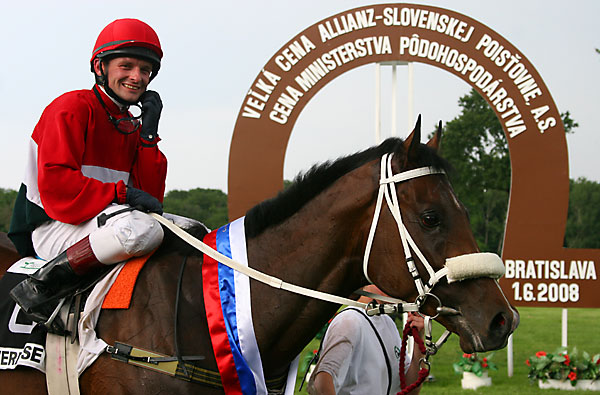
リボン状のレイ（スロバキア農業省賞）